# TKO (canción)
«TKO» —de las siglas en inglés: «Nocaut técnico»— es una canción del cantante y compositor estadounidense Justin Timberlake, incluida en su cuarto álbum de estudio, The 20/20 Experience (2 of 2), de 2013. El intérprete la compuso con la ayuda de Timbaland, Jerome Harmon, James Fauntleroy y Barry White y también la produjo con los dos primeros. La compañía discográfica RCA Records la lanzó como el segundo sencillo para promocionar el álbum el 20 de septiembre de 2013 en su versión completa, mientras que el 4 de octubre del mismo año, en versión para radios, ambas en formato digital. Su letra describe los sentimientos del cantante con el boxeo por el dolor de ver a su exnovia con otro chico.
Recibió comentarios positivos y negativos de los críticos especializados. Algunos resaltaron el material explícito en la letra. Comercialmente, alcanzó el top cuarenta en los principales listados musicales de los países Bulgaria, Canadá y los Estados Unidos. Su vídeo musical correspondiente lo dirigió Ryan Reichenfeld y el intérprete lo publicó el 29 de octubre de 2013 en su canal VEVO en YouTube.

## Antecedentes y composición

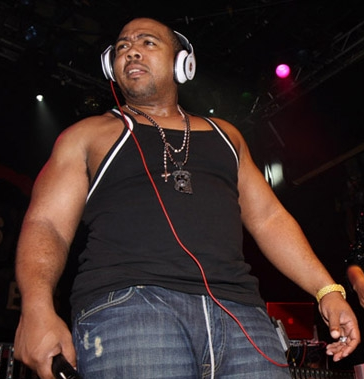
Timbaland colaboró en las voces de fondo de la canción.

Después de la controversia que generó la fundación «Take Back the Night» contra Timberlake por el uso sin permiso de este título para su canción en julio de 2013, el intérprete decidió publicar otro sencillo. El 19 de septiembre de 2013, Timberlake publicó un avance de quince segundos de «TKO», luego de que cinco horas antes había subido una imagen en su cuenta de Instagram preguntando a sus fanáticos acerca de si lanzar o no un nuevo sencillo. Al día siguiente, la discográfica RCA Records lanzó a la venta digital oficialmente el sencillo.
«TKO» es una canción de género pop y R&B, y tiene una duración de siete minutos con cuatro segundos. La compuso el intérprete con la ayuda de Timbaland, Jereme Harmon, James Fauntleroy y Barry White, y también la produjo con los dos primeros. Su letra describe los sentimientos del cantante con el boxeo por el dolor de ver a su exnovia con otro chico. Él expresa su dolor en las líneas: «I'm out for the count / Girl you knock me out» («Estoy fuera de combate / Chica tú me noqueaste»), aunque también su rencor en: «I don't understand it / Tell me how you could be so low?» («No lo entiendo / Dime como se puede ser tan baja»). Según un escritor de ABC de España, la canción «Take Back the Night» posee un estilo que recuerda a Michael Jackson, mientras que «TKO» es más electrónico, aunque lo que tienen en común es su larga duración. De acuerdo con Emilee Lindner y Jocelyn Vena de MTV News, «TKO» demuestra lo «peligroso» que es la segunda parte del álbum de Timberlake, The 20/20 Experience (2013). En cuanto a su instrumentación, Elliott Ives colaboró en la guitarra, en tanto Jerome Harmon quedó a cargo de los teclados.

## Comentarios de los críticos

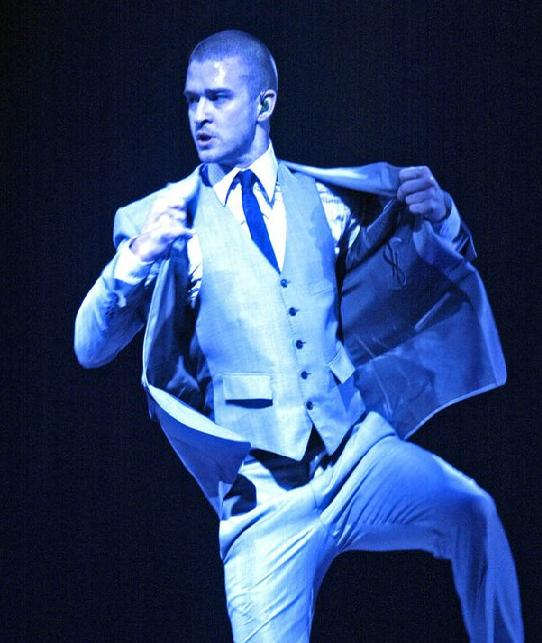
Justin Timberlake.

«TKO» recibió comentarios mixtos de los críticos de la música. Amy Sciarretto del sitio web PopCrush comentó que «hubiese sido mejor ubicar la canción en la lista de canciones del álbum Justified o de su predecesor FutureSex/LoveSounds, aunque Timberlake no está reciclando música antigua sino que le da una actualización moderna». Además, agregó que es la versión de esta década de «Cry Me a River» (2002). Hardeep Phull de New York Post escribió: 

«Los fanáticos de la vieja escuela de Justin Timberlake se alegrarán al saber que su nuevo [sencillo] «TKO» [contiene un] sonido soul. En cambio, Timbaland [colabora con] un ritmo de hip-hop tartamudez, sobre la cual el corazón roto de Timberlake canta su tristeza a través de algunas analogías [de] boxeo poco cliché. Es un material sólido, pero todos sabemos que JT puede hacer [algo] mejor que esto».

Por otro lado, Tom Breihan del sitio Stereogum dijo que la melodía «no acaba de pegar [en] la forma en que esperarían una melodía que Timberlake haría». Kyle Jackson de Common Sense Media le otorgó al sencillo una calificación de dos estrellas de cinco y agregó: «Los padres necesitan saber que el sencillo de Justin Timberlake «TKO», es una canción pop aburrida y poco original que compara la agitación romántica a una pelea a puñetazos. La canción de siete minutos utiliza algunas malas palabras, incluyendo algunas referencias sexuales [como]: "This rematch sex is amazing" ("Este sexo de revancha es asombroso") y la denominación de las partes íntimas de la mujer como "coochie-coochie-coo"». Por su lado, Sal Cinquemani de Slant Magazine comentó que «TKO» es igual de decepcionante como el desempeño comercial de su predecesor «Take Back the Night». También dijo que es «un reciclaje de trabajos anteriores de Timberlake con su colaborador habitual Timbaland. Sin embargo, la segunda mitad de la canción es un poco más interesante musicalmente».

## Rendimiento comercial
En su primera semana, «TKO» vendió 79 000 descargas en los Estados Unidos, lo que generó su debut en la lista Billboard Hot 100 en el puesto cincuenta y cuatro. Semanas después, alcanzó el lugar treinta y seis, siendo su sencillo con el más bajo desempeño en la lista. Por otro lado, debutó en la Pop Songs en el lugar número treinta y cinco con 1746 reproducciones, siendo la canción más agregada en las radios esa semana. A su séptima semana en la lista, alcanzó el décimo segundo puesto gracias a que recibió 5924 detecciones esa edición, aunque obtuvo su mejor semana de reproducciones dos ediciones más tarde en el lugar catorce con 6155. Adicionalmente, entró en la decimocuarta casilla del conteo Hot R&B/Hip-Hop Songs y ediciones posteriores, subió hasta el número nueve, por lo que sumó otra canción dentro del top diez en ese conteo para un total de siete. También logró figurar en la Radio Songs con su mejor posición en el número veintisiete. En Canadá, escaló hasta la posición veintiocho. En Alemania debutó en la casilla setenta y uno, siendo su mejor posición en el país. Bélgica, solo entró en la región flamenca en la lista Ultratop Urban 50 Singles en el puesto veintitrés. Por otro lado, en Bulgaria logró escalar al cuarto lugar del conteo Bulgarian Airplay Top 5. En Irlanda y el Reino Unido, «TKO» obtuvo las posiciones número cincuenta y uno y cincuenta y ocho en sus principales conteos, respectivamente. En Francia llegó al puesto 163, mientras que en Australia debutó como su mejor posición en la lista ARIA Urban Singles Chart en el número veinticuatro.

## Promoción

### Vídeo musical
Su vídeo musical lo dirigió Ryan Reichenfeld y el intérprete lo publicó en su canal VEVO en YouTube el 29 de octubre de 2013. En el vídeo, la actriz y nieta de Elvis Presley, Riley Keough, interpreta a la enamorada de Timberlake. Su trama trata de Timberlake y Keough dedicándose en diversas actividades de adultos. Luego, el cantante aparece amarrado detrás de un camión en movimiento impulsado en un camino polvoriento por la chica. Después, Keough arroja al suelo un plato de ensalada y tienen relaciones sexuales en la cocina. Por último, ella lo golpea con una sartén de hierro fundido en el cráneo. Erika Harwood de The Daily Michigan describió al clip como «inquietante y cautivador» y alabó el trabajo de Timberlake. Gil Kaufman de MTV comparó al vídeo con el de «Cry Me a River» por su trama, pero esta vez, no es él consiguiendo a la chica, sino ella teniéndolo a él. Carl Williott del sitio web Idolator lo denominó como una «épica visual extenso y bellamente filmado que no está lejano a su anterior trabajo "Mirrors" (2013)».

### Interpretaciones en vivo
Justin Timberlake interpretó «TKO» el 24 de septiembre de 2013, junto con «Take Back the Night» en el programa Jimmy Kimmel Live!. En su presentación, había una excepcional banda, incluyendo vocalistas, guitarristas, bateristas, ya que, según Edwin Ortiz del sitio Complex, «así es como realmente se recibe la experiencia "20/20"». También la cantó en el programa The Ellen DeGeneres Show el 29 del mismo mes. En su presentación, el cantó el fragmento de Timbaland: «She kills me with the coochie-coochie-coo», lo que fue algo vergonzoso para el artista. Un escritor de Spin escribió respecto a esto: «A pesar de que Timberlake es una "vanguardia", oír esto es como escuchar a tú papá hablar de sexo». Además, el intérprete incluyó «TKO» en el repertorio de su gira mundial The 20/20 Experience World Tour, de 2013 - 2014 como séptima canción en interpretar.

## Formatos
Descarga digital
| «TKO» |        |          |  |
| N.º   | Título | Duración |  |
| 1.    | «TKO»  | 7:04     |  |

| «TKO (Radio Edit)» |                          |          |  |
| N.º                | Título                   | Duración |  |
| 1.                 | «TKO» (edición de radio) | 4:48     |  |

| «TKO (Black Friday Remix)» — Remix |                                          |          |  |
| N.º                                | Título                                   | Duración |  |
| 1.                                 | «TKO» (con J Cole, A$AP Rocky y Pusha T) | 4:32     |  |

## Créditos
- Justin Timberlake: Voz principal y producción.
- Timbaland: Coros y producción.
- Jerome "J-Roc" Harmon: Producción.

## Posicionamiento en listas

### Semanales
| País              | Lista                     | Mejor posición |
| 2013              | 2013                      | 2013           |
| ----------------- | ------------------------- | -------------- |
| Alemania          | German Singles Chart      | 71             |
| Australia         | ARIA Urban Singles Chart  | 24             |
| Bélgica (Flandes) | Ultratop Urban 50 Singles | 23             |
| Bulgaria          | Bulgarian Airplay Top 5   | 4              |
| Canadá            | Canadian Hot 100          | 28             |
| Estados Unidos    | Billboard Hot 100         | 36             |
| Estados Unidos    | Digital Songs             | 16             |
| Estados Unidos    | Radio Songs               | 27             |
| Estados Unidos    | Pop Songs                 | 12             |
| Estados Unidos    | Hot R&B/Hip-Hop Songs     | 9              |
| Francia           | French Singles Chart      | 163            |
| Irlanda           | Irish Singles Chart       | 51             |
| Reino Unido       | UK Singles Chart          | 58             |
| Suiza             | Swiss Singles Chart       | 68             |

### Anuales
| País              | Lista                     | Posición |
| 2013              | 2013                      | 2013     |
| ----------------- | ------------------------- | -------- |
| Bélgica (Flandes) | Ultratop Urban 50 Singles | 99       |
| Estados Unidos    | Pop Songs                 | 88       |
| Estados Unidos    | Hot R&B/Hip-Hop Songs     | 74       |

### Certificaciones
| País   | Organismo certificador | Certificación | Simbolización | Ref.   |
| ------ | ---------------------- | ------------- | ------------- | ------ |
| Canadá | CRIA                   | Oro           | ●             | [ 54 ] |